# Onelist
ONElist foi um serviço de distribuição de e-mails (lista de discussão) criada por Mark Fletcher em agosto de 1997.
Em novembro de 1999 a ONElist se fundiu com o eGroups.
Em junho de 2000 o eGroups Foi comprado pelo Yahoo!, transformando-se no Yahoo Grupos
Os endereços www.onelist.com e www.egroups.com ainda hoje permanecem válidos, sendo redirecionados para o site do Yahoo Grupos.